# Sony Ericsson Xperia X2
Sony Ericsson Xperia X2 — смартфон фирмы Sony Ericsson из линейки Xperia на платформе Windows Mobile 6.5, объявленный в сентябре 2009 года. Является преемником Xperia X1.
Некоторые новостные сайты предположили, что Xperia X2 может стать последним смартфоном от Sony Ericsson с операционной системой Windows Mobile, так как компания концентрирует свои усилия на Android-платформе от Google. Преемником Xperia X2 является Xperia X10, которая уже работает на Android.
В апреле 2010 года Sony Ericsson выпустила обновление MR1, которое увеличило версию Windows Mobile с 6.5.1 до 6.5.2 (что повысило стабильность и удобство работы с устройством). Оно исправило некоторые ошибки и увеличило скорость работы устройства. Второе обновление (MR2) появилось в мае и обновило Windows Mobile до версии 6.5.3., что также увеличило удобство работы с устройством.
На внешний вид устройство отличается от предшественника увеличенным дисплеем (с 3" до 3.2"), камерой 8.1 млн пикселей, встроенными стереодинамиками (что повысило качество звука), датчиками движения и освещения. Передняя часть корпуса сделана из пластика, задняя крышка металлическая. Сбоку имеется отверстие для хранения стилуса. На боковых частях аппарата имеется разъём mini-jack 3,5 mm, micro-USB, качельки для регулировки громкости, кнопка камеры. Сверху и снизу боков аппарата имеются разноцветные светодиоды, которые мигают при выдвижении QWERTY-клавиатуры, подключении зарядного устройства и т. п.

## Изображения

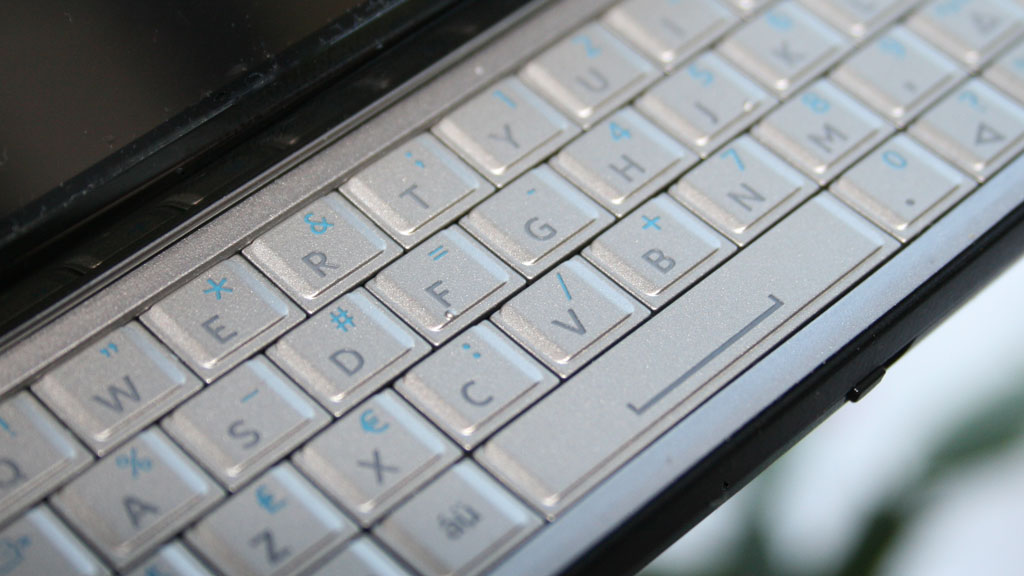
Клавиатура